# HD ready
HD ready је стандард приказа слике на телевизији, који означава резолуцију слике по висини (вертикала) од 720 пиксела, односно 720 линија које иду по хоризонтали по чему се разликује од стандарда Full HD који приказује 1080 линија због чега се још и назива 1080п.
Стандард HD ready се данас користи код јефтинијих LCD TV уређаја и филмских камера. За корисника најосновнија разлика између ове врсте уређање и Full HD је што његов уређај може приказивати слику само у формату 4:3 док се слика код Full HD уређаја приказује у широком филмском формату од 16:9.
Развојем технологије од 2005. када је настао HD ready стандард за уређаје појавио се и међустандард 1080i који је увео одређену смутњу у називе пошто се он технолошки смешта између HD ready и Full HD формата, али потпада под први без обзира на маркетиншко име које више подсећа на Full HD.